# Mistrzostwa Europy w Boksie 1975
XXI Mistrzostwa Europy w Boksie (mężczyzn) odbyły się w dniach 1–8 czerwca 1975 w Katowicach w Hali Widowiskowo-Sportowej. Walczono w jedenastu kategoriach wagowych. Startowało 163 uczestników z 23 państw, w tym jedenastu reprezentantów Polski.

## Medaliści

### Waga papierowa
| Złoto                    | Srebro                      | Brąz                                    |
| ------------------------ | --------------------------- | --------------------------------------- |
| Ołeksandr Tkaczenko ZSRR | Enrique Rodríguez Hiszpania | György Gedó Węgry · Remus Cosma Rumunia |

### Waga musza
| Złoto                  | Srebro                      | Brąz                                      |
| ---------------------- | --------------------------- | ----------------------------------------- |
| Władysław Zasypko ZSRR | Constantin Gruiescu Rumunia | Sándor Orbán Węgry · Charlie Magri Anglia |

### Waga kogucia
| Złoto               | Srebro                      | Brąz                                              |
| ------------------- | --------------------------- | ------------------------------------------------- |
| Wiktor Rybakow ZSRR | Caczo Andrejkowski Bułgaria | Mircea Tone Rumunia · Milan Piskač Czechosłowacja |

### Waga piórkowa
| Złoto              | Srebro                      | Brąz                                         |
| ------------------ | --------------------------- | -------------------------------------------- |
| Tibor Badari Węgry | Bratislav Ristić Jugosławia | Antonio Rubio Hiszpania · Pat Cowdell Anglia |

### Waga lekka
| Złoto                | Srebro            | Brąz                                        |
| -------------------- | ----------------- | ------------------------------------------- |
| Simion Cuțov Rumunia | Walerij Lwow ZSRR | Ryszard Tomczyk Polska · András Botos Węgry |

### Waga lekkopółśrednia
| Złoto                | Srebro            | Brąz                                         |
| -------------------- | ----------------- | -------------------------------------------- |
| Walerij Limasow ZSRR | József Nagy Węgry | Ulrich Beyer NRD · Bajram Hashani Jugosławia |

### Waga półśrednia
| Złoto                     | Srebro                   | Brąz                                    |
| ------------------------- | ------------------------ | --------------------------------------- |
| Kalevi Marjamaa Finlandia | Victor Zilberman Rumunia | Jerzy Rybicki Polska · Ib Bötcher Dania |

### Waga lekkośrednia
| Złoto                    | Srebro                | Brąz                                        |
| ------------------------ | --------------------- | ------------------------------------------- |
| Wiesław Rudkowski Polska | Wiktor Sawczenko ZSRR | Franz Dorfer Austria · Mihály Rapcsák Węgry |

### Waga średnia
| Złoto                     | Srebro               | Brąz                                                  |
| ------------------------- | -------------------- | ----------------------------------------------------- |
| Wiaczesław Lemieszew ZSRR | Bernd Wittenburg NRD | Jacek Kucharczyk Polska · Zdeněk Tykva Czechosłowacja |

### Waga półciężka
| Złoto                  | Srebro                    | Brąz                                          |
| ---------------------- | ------------------------- | --------------------------------------------- |
| Anatolij Klimanow ZSRR | Georgi Stoimenow Bułgaria | Ottomar Sachse NRD · Radovan Bisić Jugosławia |

### Waga ciężka
| Złoto                    | Srebro               | Brąz                                          |
| ------------------------ | -------------------- | --------------------------------------------- |
| Andrzej Biegalski Polska | Wiktor Uljanicz ZSRR | Mircea Șimon Rumunia · Garfield McEwan Anglia |

## Występy Polaków
- Henryk Średnicki (waga papierowa) wygrał w eliminacjach z Brendanem Dunne (Irlandia), a w ćwierćfinale przegrał z Györgym Gedó (Węgry)
- Mieczysław Massier (waga musza) przegrał pierwszą walkę w eliminacjach z Władysławem Zasypko (ZSRR)
- Ryszard Jagielski (waga kogucia) wygrał w eliminacjach z Rezső Némethem (Węgry), a w ćwierćfinale przegrał z Caczo Andrejkowskim (Bułgaria)
- Roman Gotfryd (waga piórkowa) wygrał w eliminacjach z Arifem Çelikiem (Turcja), a w ćwierćfinale przegrał z Patem Cowdellem (Anglia)
- Ryszard Tomczyk (waga lekka) wygrał w eliminacjach z Cecilio Gonzálezem (Hiszpania), w ćwierćfinale z Günterem Radowskim (NRD), a w półfinale przegrał z Simionem Cuțovem (Rumunia) zdobywając brązowy medal
- Kazimierz Szczerba (waga lekkopółśrednia) przegrał pierwszą walkę w eliminacjach z Józsefem Nagym (Węgry)
- Jerzy Rybicki (waga półśrednia) wygrał w eliminacjach z Luigim Minchillo (Włochy), w ćwierćfinale z Wiaczesławem Bodnią (ZSRR), a w półfinale przegrał z Kalevim Marjamaa (Finlandia) zdobywając brązowy medal
- Wiesław Rudkowski (waga lekkośrednia) wygrał w eliminacjach z Alexandrem Harrisonem (Szkocja), w ćwierćfinale z Tomášem Kemelem (Czechosłowacja),  w półfinale z Franzem Dorferem (Austria) i w finale z Wiktorem Sawczenko (ZSRR) zdobywając złoty medal
- Jacek Kucharczyk (waga średnia) wygrał w eliminacjach z Dragomirem Vujkoviciem (Jugosławia), w ćwierćfinale z Matteo Salveminim {Włochy), a w półfinale przegrał z Wiaczesławem Lemieszewem (ZSRR) zdobywając brązowy medal
- Janusz Gortat (waga półciężka) wygrał w eliminacjach z Gordonem Ferrisem (Irlandia), a w ćwierćfinale przegrał z Anatolijem Klimanowem (ZSRR)
- Andrzej Biegalski (waga ciężka) wygrał w eliminacjach z Peterem Sommerem (Czechosłowacja), w ćwierćfinale z Peterem Hussingiem (RFN), w półfinale z Mirceą Șimonem (Rumunia) i w finale z Wiktorem Uljaniczem (ZSRR) zdobywając złoty medal